# TNT Airways-vlucht 352
TNT Airways vlucht 352 vertrok op 15 juni 2006 vanaf Liège Airport voor een vrachtvlucht naar Londen Stansted. Na een mislukte landing op East Midlands Airport bij Nottingham brak het rechtergedeelte van het landingsgestel af en moest er uiteindelijk een noodlanding gemaakt worden op de internationale luchthaven van Birmingham. Er vielen geen gewonden.

## Vluchtverloop
Vlucht 352 vertrok in de ochtend van 15 juni 2006 vanaf Liège Airport met als bestemming Londen Stansted. De vlucht werd uitgevoerd met een vrachtvliegtuig van het type  Boeing 737-301SF met registratie OO-TND.
De vlucht verliep normaal tot men in de buurt kwam van Londen Stansted. De weerstoestand boven de luchthaven was te slecht om nog vliegtuigen te laten landen en vlucht 352 werd in een wachtpatroon geplaatst. Na 30 minuten rondcirkelen besloten de piloten in overleg met hun firma om uit te wijken naar East Midlands Airport bij Nottingham.
Boven Nottingham was de weerstoestand iets gunstiger en de piloten zetten de landing in. Toen vlucht 352 zich op ongeveer anderhalve  kilometer van de landingsbaan bevond, op een hoogte van 500 voet (±150 meter), kwam er een melding van de luchtverkeersleiding dat TNT niet langer de voorkeur gaf aan East Midlands Airport als uitwijkbestemming, maar aan John Lennon Airport in Liverpool. Toen de piloot op dit bericht wilde reageren schakelde hij per ongeluk de automatische piloot uit, om deze vrijwel onmiddellijk weer in de schakelen.
Doordat de automatische piloot even uitgeschakeld was, moest het vliegtuig in een grotere hoek dalen dan normaal. Bovendien was het toestel naar links afgeweken. In plaats van boven het midden van de landingsbaan uit te komen hing het vliegtuig boven een grasstrook, zo'n 90 meter verwijderd van het midden van de landingsbaan. De piloten probeerden de landing op het laatste moment nog af te breken en een doorstart te maken maar konden niet verhinderen dat ze de grond raakten. Het vliegtuig kwam direct terug van de grond en won weer hoogte, maar tijdens het contact was het rechtergedeelte van het landingsgestel van het vliegtuig losgekomen. Daarop weken de piloten uit naar de luchthaven van Birmingham, waar de weersomstandigheden optimaal waren. Daar zouden ze een noodlanding maken.
Zonder het rechtergedeelte van het landingsgestel moest het vliegtuig bij de landing steunen op enkel het linkergedeelte van het landingsgestel en op de rechtermotor. Ondanks de extreem moeilijke en gevaarlijke situatie slaagden de piloten erin het vliegtuig om 5:02 uur (UTC) veilig aan de grond te zetten. Beide piloten waren ongedeerd, maar het vliegtuig liep grote schade op.

## Gevolgen
Ondanks het feit dat er geen gewonden vielen, werd het vliegtuig zwaar beschadigd. Er was geen sprake van een brandstoflek, en zodoende brak er ook geen brand uit. De vracht raakte niet beschadigd. Wel moest de luchthaven van Birmingham voor 3 uur volledig dicht doordat het toestel de enige landingsbaan blokkeerde. Pas 10 uur later kon de landingsbaan weer volledig gebruikt worden. Meer dan 200 vluchten moesten omgeleid of vertraagd worden.
De piloten werden na het incident onmiddellijk ontslagen, ondanks het feit dat TNT Airways toegaf dat de piloten gezien de toestand een perfecte landing gemaakt hebben.

## Onderzoek
Vlucht 352 werd onderzocht door de Britse Air Accidents Investigation Branche (AAIB). Het onderzoek duidde meerdere oorzaken aan.
- Het was ongepast van de luchtverkeersleiding om in een zo ver gevorderd stadium van de landing nog een melding aan de piloten te doen.
- De piloot had de automatische piloot niet mogen uitschakelen.
- De piloot had onmiddellijk nadat de automatische piloot uitgeschakeld werd een doorstart moeten maken en niet pas toen hij zag dat hij afgeweken was.
- Er was verwarring nadat de piloot per ongeluk de automatische piloot had uitgeschakeld.
- De copiloot had eerder moeten voorstellen om een doorstart te maken.